# فهرست آثار بکتاش آبتین
این فهرستی از آثار ادبی و سینمایی بکتاش آبتین (۱۴۰۰–۱۳۵۳) است.

## مجموعه‌های شعر
- و پای من که قلم شد نوشت برگردیم[۱]
- مژه‌ها چشم‌هایم را بخیه کرده‌اند[۲]
- شناسنامه خلوت[۳]
- پتک[۴]
- در میمون خودم پدربزرگم[۵]
- تنهایی دسته‌جمعی[۶]

## فیلم‌ها
- کسوف[۷]
- میکا[۸]
- تُنگ شنی[۹]
- رخنه در خواب[۱۰]
- رؤیای نزدیک[۱۱]
- پارک مارک[۱۲]
- مُری زن می‌خواد[۱۳]
- آنسور یا کاملاً خصوصی برای آگاهی عموم (زندگی علی‌شاه مولوی)[۱۴]
- ۱۳ اکتبر ۱۹۳۷ (زندگی لوریس چکناواریان)[۱۵]
- همایون خرّم (زندگی همایون خرّم)[۱۶]
- مشق شب (زندگی فخری ملک‌پور)[۱۷]
- شرح بی‌نهایت (زندگی فرهاد فخرالدینی)[۱۰]
- نادر (زندگی نادر صنعانی)[۱۸]
- رنگ پاشیدن بر هیچ (زندگی حسن صفدری)[۱۰]
- فریبرز رئیس دانا (زندگی فریبرز رئیس دانا)[۱۹]
- ناصر زرافشان (زندگی ناصر زرافشان)[۲۰]
- علی‌اکبر معصوم‌بیگی (زندگی علی‌اکبر معصوم‌بیگی)[۲۱]
- تو مصطفایی[۲۲]
- موریانه‌ای با دندان‌های شیری (سلف‌پرتره از زندگی خود هنرمند)[۲۳]